# Jakub Šťastný
Jakub Šťastný (28 augustus 2000) is een Tsjechisch baanwielrenner.
Als junior won Čechman in 2018 de 1 km tijdrit op het Europees kampioenschap en de keirin op het wereldkampioenschap.
In 2020 werd hij met de Tsjechische ploeg tweede op de teamsprint tijdens de Europese kampioenschappen baanwielrennen in Plovdiv.

## Palmares

### Baanwielrennen
| Jaar     | TK                                | EK                            | WK                            | Overig   |
| junioren | junioren                          | junioren                      | junioren                      | junioren |
| -------- | --------------------------------- | ----------------------------- | ----------------------------- | -------- |
| 2017     | koppelkoers, ploegenachtervolging | 1km tijdrit                   |                               |          |
| 2018     |                                   | 1km tijdrit · sprint · keirin | keirin · 1km tijdrit · sprint |          |
| Beloften |                                   |                               |                               |          |
| 2020     |                                   | teamsprint                    |                               |          |
| Elite    |                                   |                               |                               |          |
| 2019     | teamsprint, sprint                |                               |                               |          |
| 2020     | teamsprint, sprint                | teamsprint                    |                               |          |